# 守闕者
《守闕者》（英語：The Trier Of Fact）是香港犯罪動作片，由唐唯瀚導演、陳木勝監製，古天樂及彭于晏領銜主演，林峯特別友情演出，姜皓文、林保怡、盧慧敏、羅浩銘、鄭則士、周秀娜、王敏德、宣萱、黃浩然、洪金寶、胡子彤及陳毅燊主演。。

## 角色
- 古天樂 飾
- 彭于晏 飾
- 姜皓文 飾
- 林保怡 飾
- 盧慧敏 飾
- 羅浩銘 飾
- 林峯[2] 飾
- 鄭則士 飾
- 周秀娜 飾
- 王敏德 飾
- 宣萱 飾
- 黃浩然 飾
- 洪金寶 飾
- 胡子彤 飾
- 陳毅燊 飾

## 製作
2019年香港國際影視展發佈《守闕者》首款概念海報，在開發階段中的《守闕者》由陳木勝監製，唐唯瀚導演，古天樂及張家輝主演。及後疫情影響和監製陳木勝逝世，電影計劃被推延，於是唐唯瀚投入另一部電影《爆裂點》的製作當中，故《守闕者》雖然最先開展卻成為導演唐唯瀚執導的第二齣電影。陳木勝生前為電影付出很多，為了紀念依然署名監製。 
2023年5月在香港開機，演員陣容包括古天樂、彭于晏、姜皓文、林保怡、盧慧敏、羅浩銘、林峯、鄭則士、周秀娜、王敏德、宣萱、黃浩然、洪金寶、胡子彤及陳毅燊。

## 外部連結
- 香港影庫上《守闕者》的資料（繁體中文）
- 豆瓣电影上《守闕者》的資料 （简体中文）
- 互联网电影数据库（IMDb）上《守闕者》的资料（英文）